# Толканіц Валентина Гнатівна
Валентина Гнатівна Толканіц — український ентомолог, фахівець з їздців родини Ichneumonidae, кандидат біологічних наук (1972), лауреат премії імені Д. К. Заболотного АН УРСР (1987). Авторка понад 80 публікацій, зокрема 7 монографій, в тому числі двох в серії «Фауна України» (1981, 1987) і однієї в серії «Фауна России» (1999). Брала участь у створенні «Червоної книги України» (2009). Описала декілька десятків нових для науки видів родини Ichneumonidae.

## Життєпис
У 1960 році закінчила Мелітопольський педагогічний інститут. З 1968 року в Інституті зоології АН УРСР. У 1972 році захистила кандидатську дисертацію на тему «Наездники трибы Phytodietini (Hymenoptera, Ichneumonidae) фауны СССР». Працювала у відділі систематики ентомофагів та екологічних основ біометоду Інституту зоології НАН України до виходу на пенсію у 2015 році.

## Найважливіші наукові праці

### Монографії
- Толканіц В. Г. Фауна України. Том 11. Паразитичні перетинчастокрилі. Вип. 1. Іхневмоніди-фітодієтині. — Київ: Наукова думка, 1981. — 143 с.
- Толканиц В. И. Фауна Украины. Том 11. Паразитические перепончатокрылые. Вып. 2. Ихневмониды-метопиины. — Киев: Наукова думка, 1987. — 209 с.
- Энтомофаги вредителей яблони юго-запада СССР / М. Д. Зерова, В. И. Толканиц, А. Г. Котенко и др. — Киев: Наукова думка, 1991. — 276 с.
- Каспарян Д. Р., Толканиц В. И. Фауна России и сопредельных стран[ru]. Насекомые-перепончатокрылые. Том 3. Вып. 3. Наездники-ихневмониды (Ichneumonidae). Подсемейства Тгурhoninae: трибы Sphinctini, Phytodietini, Oedemopsini, Тгурhonini (дополнение), Idiogrammatini. Подсемейства Еuсегоtinae, Adelognathinae (дополнение), Townesioninae. — СПб.: Наука, 1999. — 404 с.
- Зерова М.Д., Котенко А.Г., Толканиц В.И., Никитенко Г.Н., Гумовский А.В., Свиридов С.В., Симутник С.А., Фаринец С.И., Федоренко В.П., 2010. Атлас европейских насекомых-энтомофагов // Киев: 55 с.

### Статті
- Толканиц В.И., 1971. Два новых вида рода Netelia (Hymenoptera, Ichneumonidae) // Зоол. ж., 50, № 8: 1257-1259.
- Толканиц В.И., 1971. Новый для фауны СССР вид рода нетелия Netelia Gray (Hymenoptera, Ichneumonidae) // Вестн. зоологии, № 5: 79-81.
- Толканиц В.И., 1972. Наездники рода нетелия Netelia Gray (Hymenoptera, Ichneumonidae) в фауне Украины // Вестн. зоологии, № 2: 46-51.
- Толканиц В.И., 1972. Нездники трибы Phytodietini (Hymenoptera, Ichneumonidae) фауны СССР // Автореферат канд. дисс. Киев: 21 с.
- Толканиц В.И., 1973. О структуре овариальных яиц фитодиетин – Phytodietini Cushman et Rohwer (Hymenoptera, Ichneumonidae) // В сб.: „Некоторые вопр. экол. и морфол. животных”. Киев: „Наук. думка”: 57-59.
- Толканиц В.И., 1973. Наездники рода Phytodietus (Hymenoptera, Ichneumonidae) фауны СССР // Зоол. ж., 52, № 6: 876-882.
- Толканиц В.И., 1974. О пищевой специализации и хозяйственном значении фитодиетин Phytodietini (Ichneumonidae) – стр. 61. // В сб.: «Патология членистоногих и биологические средства борьбы с вредными организмами». Тезисы докл. Первой Киевской городской конференции. Киев, 201 с.
- Толканиц В. И. Ревизия рода Netelia (Hymenoptera, Ichneumonidae) и обзор видов фауны СССР // Зоологический журнал. — 1974. — 53 (3). — С. 376—393.
- Толканиц В.И., 1974. Ревизия рода Netelia (Hymenoptera, Ichneumonidae) и обзор видов фауны СССР // Зоол. ж., 53, № 3: 376-393.
- Толканиц В.И., 1974. Новые для фауны СССР роды подсемейства Metopiinae (Hymenoptera, Ichneumonidae) c Дальнего Востока // Материалы VII съезда Всесоюз. энтом. об-ва, ч.1: 95.
- Толканиц В.И., 1974. Наездники трибы Phytodietini (Hymenoptera, Ichneumonidae) из Монгольской Народной Республики // В сб.: „Биол. ресурсы и природн. условия МНР. Т. 4. Вып. 2”, Л.: „Наука”: 259-260.
- Толканиц В. И. Новые восточнопалеарктические виды наездников-ихневмонид рода Phytodietus Gгav. (Hymenoptera, Ichneumonidae) // Вестник зоологии. — 1976. — 5. — С. 76—78.
- Толканиц В.И., 1976. Новые восточнопалеарктические виды наездников-ихневмонид рода Phytodietus Grav. (Hymenoptera, Ichneumonidae) // Вестн.зоологии, № 5: 76-78.  Толканиц В.И., 1977. Новый вид наездников рода Synosis Townes (Hymenoptera, Ichneumonidae) из Крыма // Докл. АН УССР, Б, № 8: 757-759.(укр.)
- Толканиц В.И., 1979. Новый вид наездников-ихневмонид рода Metopius Panzer (Hymenoptera, Ichneumonidae) из Казахстана // Тр. Всес. энтомол.о-ва, 61: 137-138.
- Толканиц В.И., 1979. Новый вид наездников рода Phytodietus Gravenhorst c Кавказа (Hymenoptera, Ichneumonidae) // Докл. АН УССР, Б, № 6: 488-489.
- Толканиц В.И., 1980. О перспективах и состоянии изучения наездников-метопиин (Hymenoptera, Ichneumonidae, Metopiinae) фауны Украины // «Исслед. по энтомол. и акарол. на Украине. Тез. докл. 2-го Съезда УЭО, Ужгород, 1980”. Киев, 1980: 65-66.
- Толканиц В.И., 1980. Новый вид наездников рода Netelia Gray (Hymenoptera, Ichneumonidae) из Таджикистана // „Ахбороти акад. фанхои РСС Точикистон. Шуъбаи фанхои биол. изв. АН ТаджССР. Отд. биол. н.”, № 1: 101-102.
- Толканиц В.И., 1981. Наездники рода Netelia Gray (Hymenoptera, Ichneumonidae) с Дальнего Востока // „Перепончатокрылые Дал.Вост.”. Владивосток: 26-40.
- Толканиц В.И., 1981. Подсем. Metopiinae //  В кн.: „Определитель насекомых Европейской части СССР. Т. 3, часть 3”. Л.: „Наука”: 451-476.
- Толканиц В.И., 1981. Фауна України. Том. 11. Паразитичні перетинчастокрилі. Вип. 1. Їхневмоніди-фітодієтині // Київ: „Наукова думка”, 148 с.
- Толканиц В.И., 1981. Ареал Netelia fuscicornis Holmgr. и Phytodietus rufipes Holmgr. (карты 83, 84) // Сб.: «Ареалы насекомых европейской части СССР». Л.: «Наука»: 14-15.  Толканіц В.І., 1982. Наїзники // УРЕ, Т. 7, Київ: „Наукава думка”: с. 209.
- Толканиц В.И., 1983. Новые виды наездников рода Triclistus (Hymenoptera, Ichneumonidae) из Молдавии // Зоол. ж., 62, № 6: 954-956.
- Толканиц В.И., 1984. Новые и малоизвестные виды наездников рода Synosis Townes (Hymenoptera, Ichneumonidae) // „Таксономия и зоогеогр. насекомых”. Киев: 57-61.  Ткачев В.М.,Толканиц В.И., 1984. Роль метода в интегрированной защите сада от вредителей // Тез. докл. IX съезда ВЭО, Киев: “Наукова думка», ч. 2: 191-192.  Зерова М.Д., Толканиц В.И., 1985. Актуальные вопросы изучения паразитических перепончатокрылых европейской части СССР // Зоол. ж., 64, № 9: 1291-1297.
- Толканиц В. И. Наездники рода Metopius (Hymenoptera, Ichneumonidae) фауны СССР // Зоологический журнал. — 1985. — 64 (9). — С. 1392—1406.
- Зерова М.Д., Толканиц В.И., 1985. Актуальные вопросы изучения паразитических перепончатокрылых европейской части СССР // Зоол. ж., 64, № 9: 1291-1297.  Толканиц В.И., 1985. Наездники рода Metopius (Hymenoptera, Ichneumonidae)фауны СССР // Зоол. ж., 64, № 9: 1392-1406.
- Зерова М.Д., Котенко А.Г., Толканиц В.И., Свиридов С.В., Фурсов В.Н., Ткачев В.М., Матвиевский А.С., Рубец Н.М., 1986. Рекомендации по выявлению, определению и использованию насекомых-энтомофагов главнейших вредителей яблони в Лесостепи УССР // Киев: „Наукова думка”, 32 с.
- Толканиц В.И., 1986. Новые палеарктические виды наездников подсемейства Metopiinae (Hymenoptera, Ichneumonidae) // Вестн. зоологии, № 4: 83-86.
- Толканиц В.И., 1987. Фауна Украины. Т. 11. Паразитические перепончатокрылые. Вып. 2. Ихневмониды-метопиины // Киев: „Наукова думка”: 211 с.
- Zerova M.D., Tkatschew W.M., Tolkanitz V.I., Swiridow S.W., Nikitenko G.N., 1988. Die Entomophaga der Apfelbaum-schädlinge un der Waldsteppenzone der Ujraine // XII internationales Symposium über Entomofaunistik in Mitteleuropa, Kiev, 25-30 Sept.: 143 s. (Тезисы докладов).
- Толканиц В. И., Серегина Л. Я. Наездники-ихневмониды (Hymenoptera, Ichneumonidae) — энтомофаги зеленой дубовой листовертки на юге Украины // Вестник зоологии. — 1988. — 1. — С. 22—29.
- Толканиц В.И., Серегина Л.Я., 1988. Наездники-ихневмониды (Hymenoptera, Ichneumonidae) – энтомофаги зеленой дубовой листовертки на юге Украины // Вестн. зоологии, № 1: 22-23.
- Зерова М.Д., Котенко А.Г., Толканиц В.И., Кононова С.В., Ткачев В.М., Словохотов В.П. У біологічному протиборстві // Київ, 1988: 191 с.
- Зерова М.Д., Котенко А.Г., Толканиц В.И., Свиридов С.В., Цыбульский А.И., Словохотов В.П., Фурсов В.Н., Ткачев В.М., Матвиевский А.С., 1988. Выявление, определение и использование насекомых-энтомофагов для борьбы с вредителями яблоневого сада // Москва ВО „Агропромиздат”: 38 с.
- Рубец Н.М., Григоренко В.Г.,Зерова М.Д., Котенко А.Г., Толканиц В.И., Свиридов С.В., Фурсов В.Н., Никитенко Г.Н., Лаппа А.М., Ткачев В.М., 1988. Рекомендации по выявлению, определению и использованию насекомых-энтомофагов главнейших вредителей яблоневого сада в Лесостепи УССР // Киев, ООП „Укринформагропрома”: 64 с.
- Зерова М.Д., Котенко А.Г., Серегина Л.Я., Толканиц В.И., 1989. Энтомофаги зеленой дубовой листоввертки и непарного шелкопряда юго-запада европейской части СССР // Киев: „Наукова думка”: 199 с.
- Зерова М.Д., Серегина Л.Я., Толканиц В.И., Котенко А.Г., 1989. Аннотированный список насекомых-энтомофагов зеленой дубовой листовертки на юго-западе европейской части СССР // Инф. бюл./ МОББ. ВПС., № 26: 18-53.
- Толканиц В.И., Шведова Р.И., 1989. Новые данные об энтомофагах белой бабочки (Hyphantria cunea Drury) // Экология и таксономия насекомых Украины, Вып. 3. Киев. Одесса, 1989: 127-128.
- Зерова М.Д., Мелика Ж.Г., Толканиц В.И., Котенко А.Г., 1990. Аннотированный список насекомых-паразитов листоверток, повреждающих яблоню на юго-западе Европейской части СССР /// Инф. бюл./ МОББ. ВПС., № 28: 7-69.
- Толканиц В.И., 1990. Ихневмониды – паразиты американской белой бабочки (Hyphantria cunea Drury) на юго-западе европейской части СССР // Сб.: „Энтомофаги америк. белой бабочки (H. cunea Dr.) на юго-западе евр.ч.СССР”. Киев: Препринт Ин-та зоол. АН УССР: 4-18.
- Zerova M.D., Tolkanitz V.I., Kotenko A.G., Fursov V.N., Andriescu I., 1991. Видовое обилие паразитических перепончатокрылых в яблоневых садах на юго-востоке Европы [A specific richness of the parasitic Hymenoptera in apple-orchards of South-Eastern Europe :[Pap.] 4th Eur. Workshop “Insect Parasitoids”, Perugia, Apr. 3-5, 1991] // Redia, 74, N 3, Append: 351-357.
- Зерова М.Д., Толканиц В.И., Свиридов С.В., Ткачев В.М., Никитенко Г.Н., Котенко А.Г., Старовир И.С., 1991. Энтомофаги вредителей яблони в лесостепной зоне Украины // XII Международ. симпоз. по энтомофауне Ср. Европы, Киев, 25-30 сент. 1988. Матер. АН УССР, Ин-т зоол, Киев, 1991: 77-80.
- Зерова М.Д., Толканиц В.И., Котенко А.Г., Нарольский Н.Б., Фурсов В.Н., Кононова С.В., Фаринец С.И., Никитенко Г.Н., Мелика Ж.Г., Свиридов С.В., 1992. Энтомофаги вредителей яблони на юго-западе европейской части СССР // Киев: „Наукова думка”: 276 с.
- Толканиц В.И., 1992. Новые палеарктические виды наездников подсемейства Metopiinae (Hymenoptera, Ichneumonidae) // Зоол. ж., 71, № 3: 142-146.
- Толканиц В.И., 1992. Наездники подсемейства Metopiinae (Hymenoptera, Ichneumonidae) Забайкалья // Насекомые Даурии и сопредельных территорий. Сб.научн.трудов. Изд.: ЦНИЛ Главохоты РФ. М., 1992: 86-93.
- Толканиц В.И., 1993. Новые палеарктические виды наездников рода Metopius (Hymenoptera, Ichneumonidae) // Вестн. зоологии, 27, № 5: 57-59.
- Толканіц В.Г., 1993. Нові знахідки їздців роду Exochus (Hymenoptera, Ichneumonidae, Metopiinae) з Східних Карпат // Матеріали Міжнародної конференції „Фауна Східних Карпат: сучасний стан і охорона”. Ужгород, 1993: 354 с. (стор.тез 233-234).
- Толканиц В.И., 1994. Наездники рода Triclistus Foerster (Hymenoptera, Ichneumonidae) Дальнего Востока // “Перепончатокрылые Сибири и Дальнего Востока. Сб.научн.трудов зап-ка „Даурский”. Киев: Ин-т зоол. АН Украины, вып.3: 141-147.
- Толканиц В.И., 1995. Новые палеарктические виды наездников подсемейства Metopiinae (Hymenoptera, Ichneumonidae) // Зоол. ж., 74, № 3: 73-79.
- Толканиц В. И. Новые палеарктические виды наездников рода Exochus (Hymenoptera, Ichneumonidae, Metopiinae) // Зоологический журнал. — 1993. — 72 (3). — С. 92—105.
- Толканиц В. И. Наездники рода Hypsicera (Hymenoptera, Ichneumonidae, Metopiinae) Дальнего Востока // Зоологический журнал. — 1995. — 74 (5). — С. 120—123.
- Толканиц В.И., 1995. Наездники рода Hypsicera (Hymenoptera, Ichneumonidae, Metopiinae) Дальнего Востока // Зоол. ж., 74, № 5: 120-123.
- Толканіц В.Г., 1997. Розділ 8. Систематичні описи груп (стор. 241). Родина Ichneumonidae (стор.680-681) // Зб. „Біорізноманіття Карпатського біосферного заповідника”. Київ: 711 с.
- Каспарян Д.Р., Толканиц В.И., 1999. Наездники-ихневмониды (Ichneumonidae). Подсемейства Tryphoninae: трибы Sphinctini, Phytodietini, Oedomopsini, Tryphonini (дополнение), Idiogrammatini. Подсемейства Eucerotinae, Adelognatinae (дополнение),  Townesioninae // СПб: „Наука”: 404 с. (Фауна России и сопредельных стран. Нов.сер. № 143; Насекомые перепончатокрылые; Т. III, вып. 3) : 40-175.
- Толканиц В.И., 1999. Новые и малоизвестные палеарктические виды наездников рода Exochus (Hymenoptera, Ichneumonidae, Metopiinae) // Зоол. ж., 78, № 2: 191-201.  Толканиц В.И., 1999. Новые данные по фауне ихневмонид рода Netelia (Hymenoptera, Ichneumonidae) Дальнего Востока // Зоол. ж., 78, № 5: 633-634.
- Толканиц В.И., 1999. Новый вид наездников рода Metopius (Hymenoptera, Ichneumonidae, Metopiinae) из Северной Осетии // Вестн. зоологии, 33, № 1-2: 93-94.
- Толканиц В. И. Новые палеарктические виды наездников рода Exochus (Hymenoptera, Ichneumonidae, Metopiinae) // Вестник зоологии. — 1999. — 33 (4-5). — С. 91—94.
- Толканиц В. И. Два новых вида наездников Exochus (Hymenoptera, Ichneumonidae, Metopiinae) из Украины // Вестник зоологии. — 2003. — 37 (2). — С. 85-87.
- Толканиц В. И. Новые виды наездников рода Exochus (Hymenoptera, Ichneumonidae, Metopiinae) из России и Монголии // Зоологический журнал. — 2003. — 80 (11). — С. 1404—1408.
- Толканиц В.И., 1999. Новые палеарктические виды наездников рода Exochus (Hymenoptera, Ichneumonidae, Metopiinae) // Вестн. зоологии, 33, № 4-5: 91-94.
- Толканиц В.И., 2001. Новые виды наездников рода Exochus (Hymenoptera, Ichneumonidae, Metopiinae) из России и Монголии // Зоол. ж., т.80, № 11: 1404-1408.
- Толканіц В.Г., Нарольський М.Б., 2001. Їздці-іхневмоніди (Hymenoptera, Ichneumonidae): 42-46 // „Дубова широкомінуюча міль та інші мінуючі лускокрилі на дубі (біологія, ентомофаги та заходи боротьби)”. Київ, Ніжин: „Наука-сервіс”: 70 с.
- Толканиц В.И., 2002. Новое замещающее название в роде Metopius (Hymenoptera, Ichneumonidae) // Вестн. зоологии, 36, № 5: 96.
- Толканиц В.И., 2002. О находке наездника Enicopilus kondarensis (Hymenoptera, Ichneumonidae) в Израиле // Вестн. зоологии, 36(3): 14.
- Толканиц В.И., 2003. Новые виды наездников рода Exochus (Hymenoptera, Ichneumonidae, Metopiinae) с Дальнего Востока России. Сообщение 1. // Зоол. ж., т. 82, № 9: 1075-1085.
- Толканиц В.И., 2003. Новые виды наездников рода Exochus (Hymenoptera, Ichneumonidae, Metopiinae) с Дальнего Востока России. Сообщение 2. // Зоол. ж., т. 82, № 10: 1211-1214.
- Толканиц В.И., 2003. Два новых вида рода Exochus (Hymenoptera, Ichneumonidae, Metopiinae) с Украины // Вестн. зоологии, 37, № 2: 85-87.
- Зерова М.Д., Нарольський М.Б., Трокоз В.А.,Толканіц В.Г., Свиридов С.В.,  Нікітенко Г.М., 2003. Фенологія каштанової мінуючої молі Cameraria ohridella (Lepidoptera, Gracillariidae) в Україні // “Рідна природа”, т.5: c.10.
- Толканиц В. И. Два новых палеарктических вида наездников подсемейства Metopiinae (Hymenoptera, Ichneumonidae) // Вестник зоологии. — 2006. — 40 (3). — С. 279—281.
- Толканиц В.И., 2004. Два новых вида рода Trieces Townes (Hymenoptera, Ichneumonidae, Metopiinae) с Дальнего Востока России // Тр. Рус. энтомол. об-ва, С.-Петербург, т.75(1): 43-45.
- Нікітенко Г.М., Фурсов В.М., Свиридов С.В.,  Гумовський О.В., Котенко А.Г., Нарольський М.Б., Толканіц В.Г., 2005. Дубова широкомінуюча міль та інші лускокрилі на дубі. Повідомлення Ш. Природні вороги мінуючих шкідників дуба в Україні та суміжних територіях // Вестн.зоологтт, 39, № 4: 35-47.
- Толканиц В.И., Нарольський Н.Б., Перковский Е.Э., 2005. Новый вид наездников рода Pherhombus (Hymenoptera, Ichneumonidae, Pherhombinae) из ровенского янтаря (Ин-т зоологии им И.И.Шмальгаузена НАН Украины) // Палеонтол. ж., № 5: 50-52.
- Толканиц В.И., Нарольський Н.Б., Перковский Е.Э., 2005. Новые находки Pherhombus dolini (Hymenoptera, Ichneumonidae, Pherhombinae) из ровенского и саксонского янтаря [New data of fossil ichneumon wasp Pherhombus dolini (Hymenoptera, Ichneumonidae, Pherhombinae) from Rovno and Betterfeld Amber] // Вестн. зоологии, 39, № 5: 78.
- Толканиц В.И., Нарольський Н.Б., Перковский Е.Э., 2005. Первая находка наездников-паксиломматид (Hymenoptera, Ichneumonidae, Paxylonnatidae) из саксонского янтаря // Вестн. зоологии, 39, № 6: 50.
- Зерова М.Д., Толканиц В.И., Котенко А.Г., Серегина Л.Я., Дьякончук Л.А., Мелика Ж.Г.,  Гумовский А.В., Фурсов В.Н., Симутник С.А., Нарольский Н.Б., Стеценко И.Т., 2006. Типы ихневмоноидных, цинипоидных и хальцидоидных наездников (Hymenoptera, Apocrita), хранящихся в коллекции Института зоологии им. И.И. Шмальгаузена Национальной Академии наук Украины // Вестн.зоологии, Отдельный вып. 20: 136 с. (Сем. Ichneumonidae:7-28).
- Толканиц В.И., 2007. Наездники-ихневмонидіы рода  Exochys (Hymenoptera, Ichneumonidae, Metopiinae) фауны Палеарктики // Русск. энтомол. журн., 16(3): 339-358.  Толканиц В.И., Перковский Е.Э., 2007. Первая находка наездника Pherhombus antennalis (Hymenoptera, Ichneumonidae, Pherhombinae) в ровенском янтаре // Вестн. зоологии, 41, № 5: 404.  Толканиц В.И., 2009. Наездники рода Trieces (Hymenoptera, Ichneumonidae, Metopiinae) из Перу // Зоол.ж., 88, № 7: 895-896.
- Толканіц В.Г., 2009. Червона книга України. Тваринний світ // Київ: „Глобалконсалтинг”: 220-222.
- Толканиц В. И. Наездники-ихневмониды рода Trieces (Hymenoptera, Ichneumonidae, Metopiinae) фауны Палеарктики // Зоологический журнал. — 2010. — 89 (6). — С. 703—711.
- Толканиц В. И. Наездники-ихневмониды рода Hypsicera (Hymenoptera, Ichneumonidae, Metopiinae) фауны Палеарктики // Вестник зоологии. — 2011. — 45 (3). — С. 277—282.
- Толканиц В.И., 2012. Малоизвестные и новые для фауны Дальнего Востока России наездники рода Colpotrochia (Hymenoptera, Ichneumonidae, Metopiinae) // Вестн. зоологии, 46, № 2: 130.
- Толканиц В.И., Перковский Е.Э., 2012. Первая находка самки позднеэоценового наездника Pherhombus dolini (Hymenoptera, Ichneumonidae, Pherhombinae) [First Finding of Female of the Late Eocene Ichneumon wasp Pherhombus dolini (Hymenoptera, Ichneumonidae, Pherhombinae)] // Вестн. зоологии, 46 № 5:  438.
- Толканиц В.И., Томкович К.П., 2013. Новые для фауны России виды наездников-метопиин (Hymenoptera, Ichneumonidae, Metopiinae) // Вестн. зоологии, 47 № 3: 268.
- Толканиц В.И., 2014. Новые палеарктические виды наездников-метопиин (Hymenoptera, Ichneumonidae, Metopiinae) // Тр. Русск. энтомол. об-ва, т.85(1): 138-142.
- Котенко А.Г., Толканиц В.И., Нужна А.Д., 2014. Типы видов ихневмоноидных наездников (Hymenoptera, Ichneumonidae), описанные после 2006 г., хранящиеся в коллекции Института зоологии им. И.И. Шмальгаузена НАН Украины // Укр. ентомол. журнал, грудень, № 2(9): 29-36.
- Толканиц В. И. Наездники-ихневмониды рода Metopius Panzer (Hymenoptera, Ichneumonidae, Metopiinae) фауны Палеарктики // Зоологический журнал. — 2015. — 94 (7). — С. 774—790.
- Толканиц В.И., Перковский Е.Э., 2015.  Новый вид рода Paxylommites (Hymenoptera, Ichneumonidae, Hybrizoninae) из балтийского янтаря // Палеонтологический журнал, № 4: 1-3 (55-57).
- Толканиц В.И., 2015. Наездники-ихневмониды рода Metopius Panzer (Hymenoptera, Ichneumonidae, Metipiinae) фауны Палеарктики // Зоол. ж., Т.94, № 7: 774-790.
- Толканиц В.И., Перковский Е.Э., 2018. Первая находка познеэоценового янтарного наездника Rasnitsynites tarsalis Kasparyan (Ichneumonidae, Townesitinae) ы Украины подтверждает корреляции поздгнэоценовых лагерштеттов // Палеонтологический журнал.
- Толканиц В. И., Перковский Е. Э. Новый вид рода Paxylommites (Hymenoptera, Ichneumonidae, Hybrizoniae) из балтийского янтаря // Палеонтологический журнал. — 2015. — 4. — С. 55—57.
- Tolkanitz V. I., Perkovsky E. E. First record of the late Eocene ichneumon fly Rasnitsynites tarsalis Kasparyan (Ichneumonidae, Townesitinae) in Ukraine confirms correlation of the upper Eocene Lagerstätten // Paleontological Journal. — 2018. — 52(1). — P. 31-34.